# HMS Atherstone (L05)
HMS Atherstone (L05) là một tàu khu trục hộ tống lớp Hunt của Hải quân Hoàng gia Anh Quốc. Nó được hạ thủy vào năm 1939 như là chiếc đầu tiên trong lớp của nó, nhưng bị phát hiện là không ổn định, và phải được cải biến đáng kể trước khi đưa ra phục vụ vào tháng 3 năm 1940. Atherstone đã hoạt động trong Chiến tranh Thế giới thứ hai, sống sót qua cuộc xung đột, ngừng hoạt động và bị tháo dỡ vào năm 1957. Nó là chiếc tàu chiến thứ hai của Hải quân Hoàng gia mang cái tên này.

## Thiết kế và chế tạo
Atherstone được đặt hàng cho hãng Cammell Laird tại Birkenhead vào ngày 21 tháng 3 năm 1939 như một trong mười chiếc tàu khu trục lớp Hunt lô đầu tiên. Lớp tàu này được dự định bù đắp sự thiếu hụt tàu khu trục, đặc biệt là cho vai trò hộ tống. Chúng kết hợp dàn vũ khi phòng không mạnh của lớp tàu xà lúp Bittern: sáu khẩu QF 4 in (100 mm) Mark XVI đa dụng (chống hạm và phòng không) trên ba bệ nòng đôi, với tốc độ 29 hải lý trên giờ (54 km/h; 33 mph) (so với 18,75 hải lý trên giờ (35 km/h; 22 mph) của Bittern) cho phép chúng hoạt động cùng hạm đội khi cần thiết. Chúng cũng được bổ sung vũ khi phòng không tầm gần là một khẩu đội QF 2 pounder Mk. VIII bốn nòng; và vũ khí chống tàu ngầm gồm 30 quả mìn sâu; ống phóng ngư lôi không được trang bị.
Atherstone được đặt lườn vào ngày 8 tháng 6 năm 1939 và hạ thủy vào ngày 12 tháng 12 năm 1939. Một thử nghiệm nghiêng khi con tàu đang được trang bị cho thấy nó, cũng như toàn những chiếc lớp Hunt, bị mất ổn định nguy hiểm do một lỗi thiết kế. Để phục hồi độ ổn định đến mức có thể chấp nhận được, một bệ pháo 4 inch nòng đôi phải được tháo dỡ, cấu trúc thượng tầng con tàu và ống khói được cắt ngắn, và trang bị bổ sung những đồ dằn dưới đáy lườn tàu. Sau khi được cải biến, Atherstone được hoàn tất và nhập biên chế với ký hiệu lườn L05 vào ngày 23 tháng 3 năm 1940.

## Lịch sử hoạt động
Sau khi hoàn tất chạy thử máy và đi vào hoạt động, Atherstone gia nhập Chi hạm đội Khu trục 1 đặt căn cứ tại Portsmouth, và làm nhiệm vụ hộ tống vận tải tại khu vực eo biển Manche. Trong tháng 6 và tháng 7 năm 1940, nó được điều động sang Hạm đội Nhà, rồi quay trở Portsmouth về vào tháng 8. Vào ngày 11 tháng 9, đang khi hộ tống Đoàn tàu CW11 trong eo biển Manche, nó bị ném trúng hai quả bom và suýt trúng một quả thứ ba, bị hư hại đáng kể và khiến năm người thiệt mạng. Sau khi được sửa chữa tại Xưởng tàu Chatham, con tàu gia nhập trở lại Chi hạm đội Khu trục 1 vào tháng 1 năm 1941, tiếp nối nhiệm vụ hộ tống tại vùng eo biển. Vào tháng 12 năm 1941, sau một đợt tái trang bị tại Southampton, nó được điều sang Chi hạm đội Khu trục 15 đặt căn cứ tại Devonport.
Atherstone khởi hành từ Falmouth vào ngày 26 tháng 3 năm 1942 trong thành phần lực lượng tham gia Chiến dịch Chariot, cuộc Đột kích St Nazaire. Đây là hoạt động đổ bộ đột kích cảng St Nazaire tại Pháp với mục tiêu phá hoại cửa ụ tàu Normandie bằng cách húc chiếc tàu khu trục Campbeltown (I42) chứa đầy chất nổ vào ụ tàu, ngăn cản nó được sử dụng để bảo trì thiết giáp hạm Tirpitz. Atherstone cùng tàu chị em Tynedale (L96) đã hộ tống Campbeltown và phần còn lại của lực lượng tấn công, kéo theo chiếc tàu pháo MGB 314 trên đường đi đến St Nazaire. Sáng sớm ngày 27 tháng 3, Tynedale trông thấy tàu ngầm U-593, và hai chiếc tàu khu trục hộ tống đã tấn công chiếc U-boat. Cho dù U-593 sống sót qua cuộc tấn công, các tàu khu trục đã buộc nó phải lặn xuống trong nhiều giờ, ngăn trở nó can thiệp vào cuộc tấn công.
Atherstone được điều sang Chi hạm đội Khu trục 16 vào tháng 5 năm 1942, hộ tống các đoàn tàu vận tải ở bờ biển phía Đông nước Anh. Đến tháng 3 năm 1943, nó được thuyên chuyển sang khu vực Địa Trung Hải và gia nhập Chi hạm đội Khu trục 18. Vào tháng 7 năm 1943, nó tham gia Chiến dịch Husky, cuộc đổ bộ của lực lượng Đồng Minh lên Sicily, Ý, tham gia thành phần bảo vệ cho cuộc đổ bộ của Quân đoàn 30 về phía Tây Nam Syracuse. Vào ngày 26 tháng 11, nó cứu vớt khoảng 70 người sống sót từ chiếc tàu chở quân HMT Rohna, vốn bị một quả bom lượn Henschel Hs 293 đánh chìm ngoài khơi bờ biển Algérie.
Vào ngày 23 tháng 9 năm 1945, Atherstone rời Địa Trung Hải để quay trở về Portsmouth, nơi nó ngừng hoạt động và đưa về thành phần dự bị. Nó bị loại bỏ tại Cardiff năm 1953, và bị bán để tháo dỡ tại Glasgow vào ngày 23 tháng 11 năm 1957.